# 槟城州政府
槟城州政府是马来西亚槟城州内的政府机构，并在马来西亚宪法和州宪法下成立。槟城州政府的总部位于州首府乔治市。
州政府下分为行政和立法机构。其中槟城州行政议会负责行政，而槟城州立法议会则负责立法事务。槟城州政府的总领由首席部长担任。槟城州政府并未设有司法机构，因马来西亚的司法机构制度为联邦制，而槟城的司法事务由马来亚法庭管理。

## 行政

### 领导
檳城首席部長是州政府的领导，由槟城州元首从州行政议会中获得超过半数议员支持的州议员选择其中一名委任。 而首长和其下的州行政议会对立法议会负责。槟城首长办公室位于乔治市的光大大厦内。

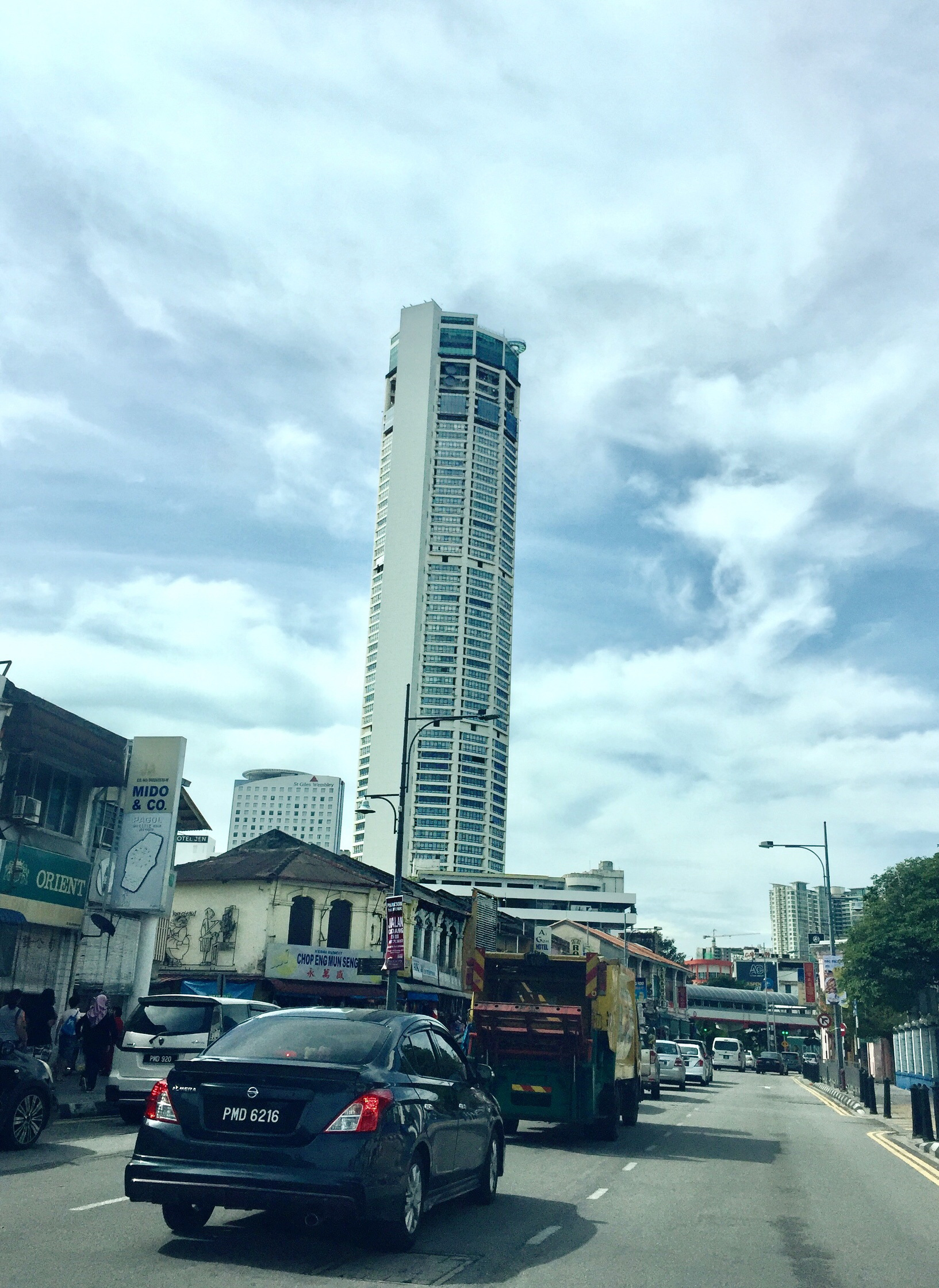
光大大厦是槟城首长和其他州政府机构办公室的所在地

现任槟城首席部长是曹观友，他来自希望聯盟的民主行动党，该党也是州选举中赢得最多席位的政党，一共有19席。曹观友于第14届大选之后的2018年5月14日宣誓就任，也是希望联盟/民联之后的第二任首长。槟城州首长一职自独立之后便由华人出任。此外，槟城州也是马来西亚唯一一个拥有两名副首长的州属，分别由马来人和印度人出任，以凸显槟城州内多元族群的特色。

### 行政议员
槟城州行政议会类似于馬來西亞內閣，其由首长和10名来自执政党的州立法议会议员出任除此之外，行政议会也有三名官守議員，分别是州秘书、法律顾问和财政司。
以下为槟城州行政议会名单
| 部门                                      | 议员           | 议员 |
| ----------------------------------------- | -------------- | ---- |
| 首席部长 金融、经济发展、土地及通讯       | 曹观友         |      |
| 第一副首席部长 伊斯兰发展、教育、国家团结 | 莫哈末阿都哈密 |      |
| 第二副首席部长 人力资本发展、科学及工艺   | 佳日星         |      |
| 旅游、创意经济                            | 黄汉伟         |      |
| 基建、交通、数字发展                      | 再里尔         |      |
| 社会发展、福利、非伊斯兰宗教事务          | 林秀琴         |      |
| 青年、体育、卫生                          | 魏子森         |      |
| 地方政府、城乡规划                        | 方美铼         |      |
| 房屋、环境                                | 山达拉祖       |      |
| 农业技术及粮食安全、合作开发              | 法米再诺       |      |
| 贸易及企业发展、乡村发展                  | 拉斯迪再诺     |      |

## 立法

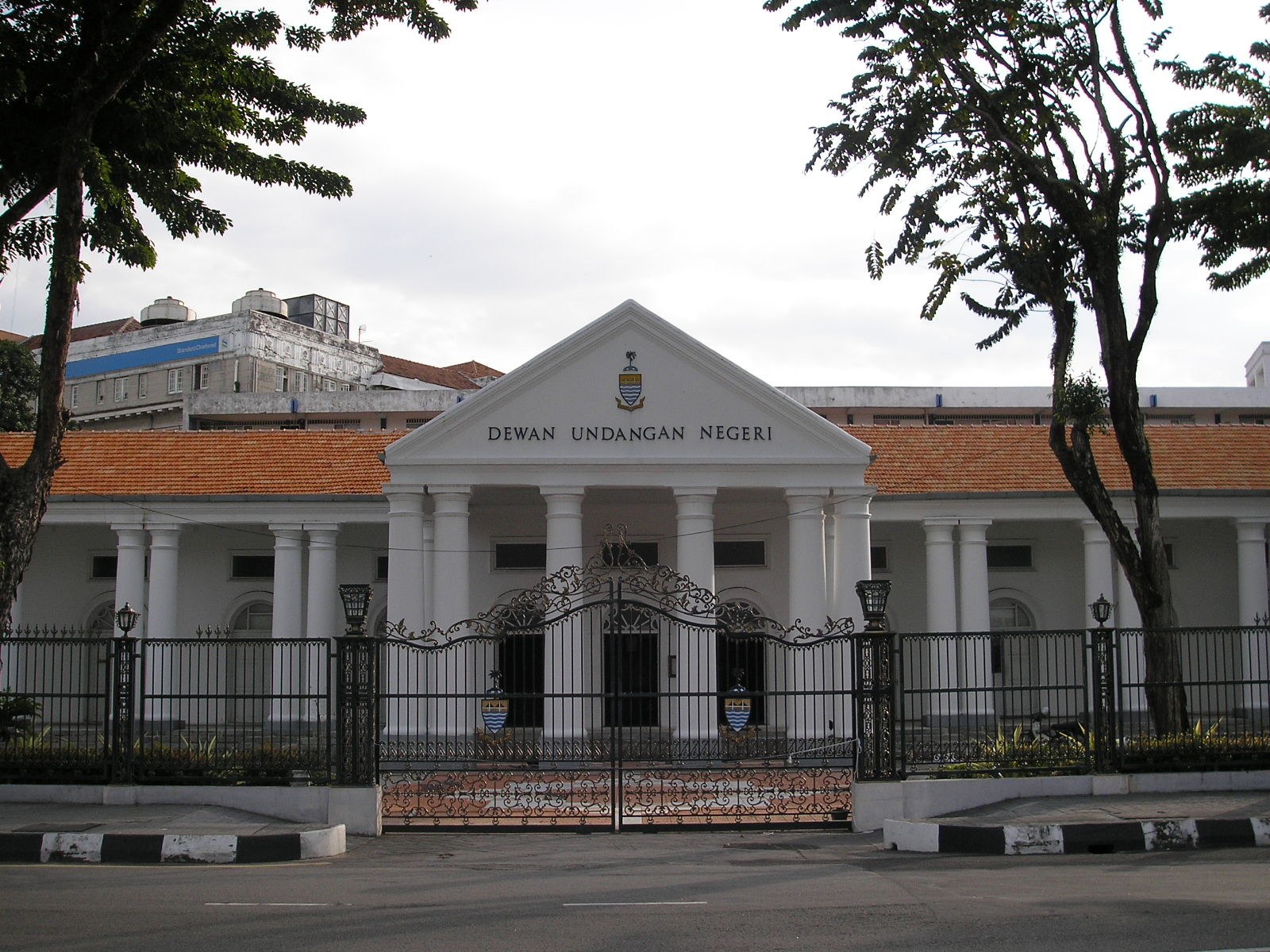
槟城州立法议会大厦外观

2018年大选之后槟城州议会的情况
希盟
国阵巫统
和阵伊斯兰党

槟城州立法议会，即槟城州议会是州政府下的立法机构。它是一个由40名议员组成的一院制议会。每个州议员都各自代表一个选区。州立法议会于乔治市的槟城州立法议会大厦召开。
根据宪法，州议会任期最多为五年，并在期满或之前解散进行选举。州议会采用領先者當選制，即赢得最多选区的政党获得执政权，而每个选区获得最多得票的候选人将成为该区的州议员。槟城州元首拥有解散议会的权利，但通常是在首长的劝知下才会解散。
州立法议会也将会选出议长负责主持议会事务。然而议长不一定是一名州议员，若议长不是州议员，则将成为州立法议会的成员之一，并可和其他议员一样拥有投票权。

## 部门、机构和法定机构

### 部门
| - 槟州财政署 - 槟州宗教司局（Mufti） - 槟州伊斯兰法庭局 | - 槟州土地及矿务局 - 槟州城乡规划局 - 槟州伊斯兰教事务局 | - 槟州水利灌溉局 - 槟州公共工程局 - 槟州社会福利局 | - 槟州农业局 - 槟州兽医局 - 槟州森林局 | - 槟州植物园管理机构 - 槟州体育理事会 |

### 机构
| - 槟州发展机构（PDC） - 槟州公共图书馆机构 | - 槟州博物馆机构 - 槟州宗教理事会 |

### 法定机构
| - 乔治市世遗机构 - 投资槟城 - 槟州培训中心机构（CAT） | - 槟州环球旅游机构 - 槟州绿色机构 - 槟州兴都基金会 | - 槟州廉政机构 - 槟州国际清真机构 | - 升旗山机构 - 槟州水供机构 |